# Frauenberg (Bad Hersfeld)

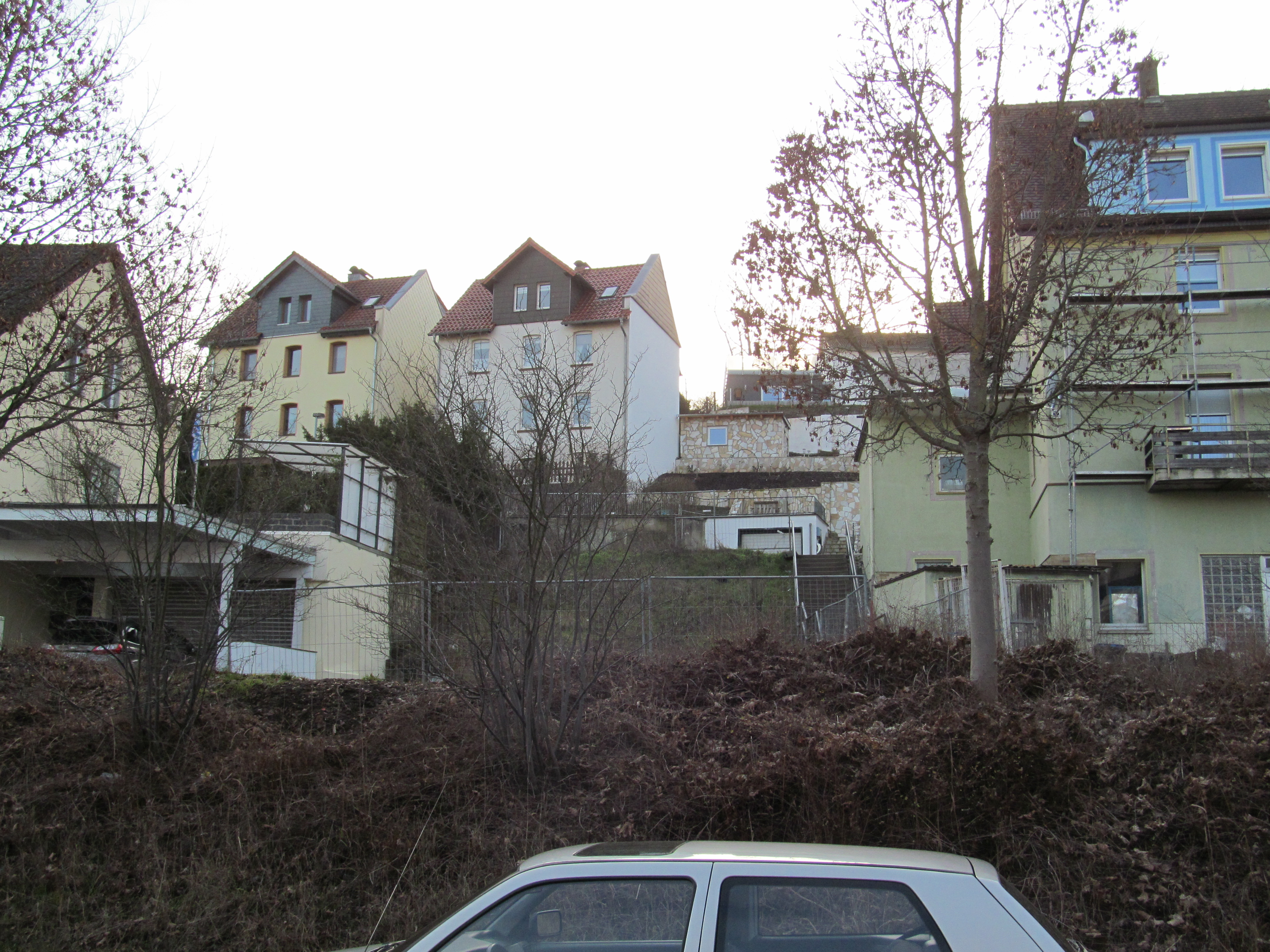
Am Frauenberg 13

Der Frauenberg in Bad Hersfeld ist ein Stadtteil im Norden der Stadt. Er befindet sich am Stadtrand und grenzt teilweise an den Stadtwald.

## Beschreibung
Die namengebende Straße Am Frauenberg zieht sich von der Meisebacher Straße (L 3159) am Hauptfriedhof (Friedhof Bad Hersfeld „Am Frauenberg“) entlang des Geisbach nach Nordwesten. In dem Stadtteil gibt es eine Evangelische Jugendbildungsstätte Frauenberg. Dort steht die Friedenseiche auf dem Frauenberg., ein Mahnmal für den Kalten Krieg.
2021 wurden an einer Stützmauer umfangreiche Renovierungsarbeiten durchgeführt.

## Geschichte
Auf dem Frauenberg lag die erste Pfarrkirche von Hersfeld. Auf der Anhöhe über dem Kloster Hersfeld wurde um das Jahr 800 für die Frauen der Klosterhörigen und der sich im Klosterumfeld ansiedelnden Zuwanderer eine erste kleine Kirche errichtet, da sie die Kirche im Klausurbereich des Klosters nicht betreten durften. Von diesem Kirchlein, das der Heiligen Maria geweiht war, soll sich der Name des Frauenbergs ableiten. Durch das Anwachsen der örtlichen Bevölkerung wurde das Bauwerk zu klein und um 1100 durch eine größere Kirche ersetzt. Noch im 12. Jahrhundert wurde die Pfarrei jedoch aus praktischen Gründen in die inzwischen entstandene Stadt verlegt (Marktkirche). Eine Kapelle und ein am Fuß des Berges gelegener Friedhof wurden weiter genutzt. Bei der Kapelle soll es vom 14. bis 16. Jahrhundert eine Frauenklause gegeben haben. Auf der Hersfelder Stadtdarstellung von Wilhelm Dilich ist diese Klause bereits als Ruine dargestellt. Von der Kirche sind heute noch Reste des Ostchores vorhanden, die 1958 beim Bau der Kapelle der heutigen Jugendbildungsstätte mit einbezogen wurden. Westlich von ihr ist ein Mauerrest eines Beinhauses erhalten.

## Neubaugebiet „Am Schieferstein“
Seit 2018 laufen Bauarbeiten für das Neubaugebiet „Am Schieferstein“ mit 72 Grundstücken, welches von den Straßen Falkenblick, Eisenbergstraße und Lappenlied begrenzt wird. Die Grundstücke auf dem 5,6 Hektar großen Areal sind zwischen 390 und 920 Quadratmeter groß.